# Aleuroplatus pectiniferus
Bọ phấn đen dính (Aleuroplatus pectiniferus) là một loài côn trùng cánh nửa trong họ Aleyrodidae, phân họ Aleyrodinae.
Aleuroplatus pectiniferus được Quaintance & Baker miêu tả khoa học đầu tiên năm 1917.